# Песковский сельский совет (Козельщинский район)
Песковский сельский совет (укр. Пісківська сільська рада) — входит в состав
Козельщинского района
Полтавской области
Украины.
Административный центр сельского совета находится в 
с. Пески.

## Населённые пункты совета
- с. Пески
- с. Бутенки
- с. Йосиповка
- с. Кнышовка